# Francisco Suárez
Pour les articles homonymes, voir Suárez et Francisco Suárez de Ribera.

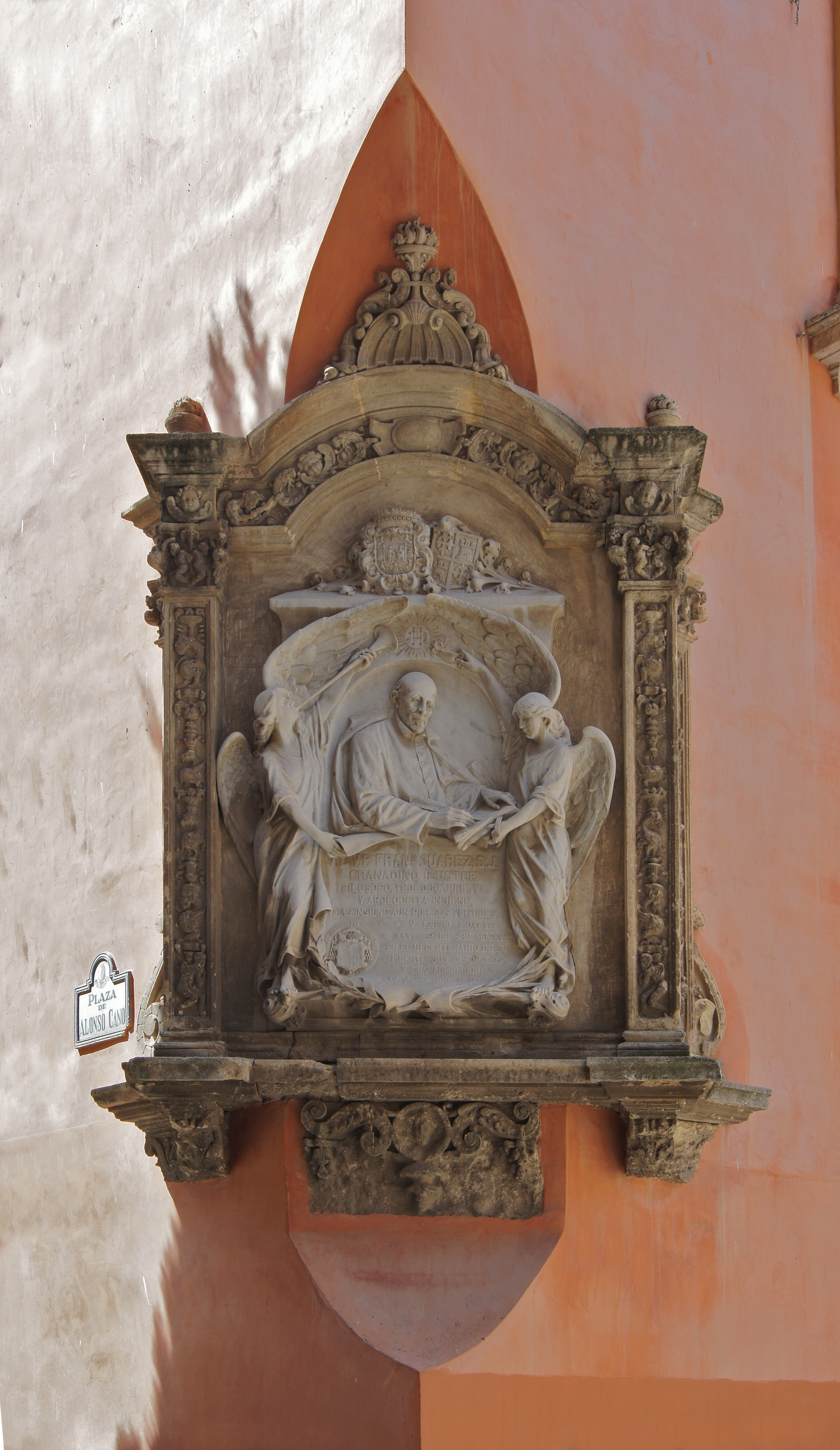
Monument à Grenade, sa ville natale, Espagne.

Francisco Suárez (connu comme le Doctor eximius), né le 5 janvier 1548 à Grenade (Espagne) et mort le 25 septembre 1617 à Lisbonne, est un philosophe et théologien jésuite espagnol, généralement considéré comme l'un des plus grands scolastiques après Thomas d'Aquin. Il fait partie de la célèbre École de Salamanque.

## Biographie
Francisco Suarez est né à Grenade. Son père est un avocat renommé. Il envoie son fils à l'université de Salamanque, l'une des plus renommées d'Espagne à cette époque, pour suivre les cours de la faculté de droit. Mais Francisco Suarez est attiré par la prédication de Juan Ramirez. Il entre au noviciat des Jésuites.
Entré à seize ans dans la Compagnie de Jésus à Salamanque, il y étudie la philosophie et la théologie de 1565 à 1570. Il semble avoir été un élève assez peu prometteur au départ, et faillit renoncer à ses études après avoir échoué deux fois à l'examen d'entrée. L'ayant réussi à sa troisième tentative, il se distingue par la suite en philosophie comme en théologie, avant d'être ordonné prêtre en 1572, puis de partir enseigner la première de ces disciplines à Ávila et Ségovie (1575), Valladolid (1576), Rome (1580-1585), Alcalá (1585-1592), Salamanque (1592-1597) et enfin Coimbra (1597-1616).
Il écrit abondamment, sur un grand nombre de sujets ; ses œuvres complètes en latin tiennent en vingt-six volumes : traités juridiques, sur les relations entre l'Église et l'État, la métaphysique et la théologie.
Pendant sa vie, il est considéré comme le plus grand philosophe et théologien de l'époque, et reçoit le surnom de Doctor Eximius ('Docteur extraordinaire, exceptionnel') ; le pape Grégoire XIII assiste à son premier cours à Rome. Le pape Pie V l'invite à réfuter les erreurs de Jacques Ier d'Angleterre, et souhaite l'attacher à sa personne pour profiter de ses connaissances. Quant à Philippe II d'Espagne, il l'envoie à Coimbra pour redonner du prestige à l'université de la ville.
Après sa mort, ses écrits sur le droit naturel continuent d'exercer une influence considérable, notamment sur certains des principaux philosophes du XVIIe siècle, entre autres Grotius, Descartes et Leibniz. En particulier, les Méditations sur la philosophie première de René Descartes (1641) empruntent quelques éléments aux travaux de métaphysique de Francisco Suarez. Par ailleurs, le pape Benoît XIV pensait que Francisco Suarez était l'une des deux lumières d'Espagne, avec Vélasquez.

## Réflexion philosophique
- Si vous ne connaissez pas le sujet, laissez ce bandeau (vous pouvez alors contacter les auteurs).
- Si vous supprimez le contenu mis en cause (vous pouvez préalablement contacter les auteurs),

argumentez précisément cette suppression dans la page de discussion
(un manque de référence n'est pas un argument ; une recherche réelle de référence doit avoir été effectuée, être formellement documentée).
Ses réalisations philosophiques les plus importantes sont celles concernant la métaphysique et la philosophie du droit. Suarez peut être considéré comme le plus grand représentant de l'École de Salamanque dans sa période jésuite. Il a adhéré à une forme modérée du thomisme et a développé la métaphysique comme une enquête systématique.

### Métaphysique
Pour Suárez, la métaphysique était la science des essences réelles (et de l'existence), même s'il s'intéressait principalement à l'être réel plutôt que conceptuel, et à l'être immatériel plutôt que matériel. Il a soutenu (avec les premiers scolastiques) que l'essence et l'existence sont identiques dans le cas de Dieu (voir argument ontologique), mais il n'était pas d'accord avec Thomas d'Aquin et d'autres pour dire que l'essence et l'existence des êtres finis sont réellement distinctes. Selon lui, elles ne sont en fait que conceptuellement distinctes : plutôt que d'être réellement séparables, elles ne peuvent être conçues que comme logiquement séparées.
Sur le sujet controversé des universaux, il s'est efforcé de suivre une voie intermédiaire entre le réalisme de Jean Duns Scot et le nominalisme de Guillaume d'Ockham. Sa position est un peu plus proche du nominalisme que celle de Thomas d'Aquin. Il est parfois classé parmi les nominalistes modérés, mais son acceptation de la notion de précision objective (praecisio obiectiva) le place parmi les réalistes modérés. La seule unité vraie et réelle dans le monde des existences est l'individu ; affirmer que l'universel existe séparément ex parte rei serait réduire les personnes à de simples accidents d'une forme indivisible. Suarez soutient que, bien que l'humanité de Socrate ne diffère pas de celle de Platon, elles ne constituent pas pour autant une véritable et même humanité, elles ne sont pas plusieurs unités formelles (dans ce cas, les humanités), puisqu'il y a des personnes, et ces personnes ne constituent pas un fait, mais seulement une unité essentielle ou idéale ("ita ut Plura individua, quae dicuntur esse naturae ejusdem, no sint unum quid vera entitate quae sentarse en rebus, sed solum fundamentaliter vel per intellectum"). L'unité formelle, cependant, n'est pas une création arbitraire de l'esprit, mais elle existe "in natura rei ante omnem operationem intellectus".
Son œuvre métaphysique est un remarquable effort de systématisation et de combinaison des trois écoles existantes à cette époque : le thomisme, le scotisme et le nominalisme. Il est également un grand critique des premiers ouvrages médiévaux et arabes. Il pouvait jouir de la réputation d'être le plus grand métaphysicien de son temps. Il a ainsi fondé un courant qui lui est propre : le Suarétianisme, dont les principes directeurs sont :
- Le principe d'individuation par l'entité très concrète des êtres.

- Le rejet de la pure potentialité de la matière.

- Le singulier comme objet de la connaissance intellectuelle directe.

- A distinctio rationis ratiocinatae entre l'essence et l'existence des êtres créés.

- La possibilité que la substance spirituelle soit seulement numériquement distincte entre l'un et l'autre.

- L'ambition de l'union hypostatique comme le péché des anges déchus.

- L'incarnation du Verbe, même si Adam n'avait pas péché.

- La solennité du vœu uniquement en droit ecclésiastique.

- Le système du congruisme qui modifie le molinisme par l'introduction de circonstances subjectives, ainsi que de lieu et de temps, qui propitie l'action de la Grâce efficace, et avec la prédestination ante praevisa merita.

- La possibilité d'arriver à la même vérité par la science et la foi.
- La croyance en l'autorité divine qui fait partie d'un acte de foi.
- La transformation du pain et du vin en corps et sang du Christ par transsubstantiation constitue le sacrifice eucharistique.
- La grâce de la Vierge Marie est supérieure à celle des anges et des saints réunis.

Suarez a réalisé une classification importante à ce sujet dans Disputationes Metaphysicae (1597), qui a influencé le développement de la théologie au sein du catholicisme (son compagnon, Pedro da Fonseca a eu un effet puissant sur la pensée scolastique protestante aux XVIe et XVIIe siècles). Dans la seconde partie du livre, les querelles 28-53, Suárez fixe la distinction entre ens infinitum (Dieux) et ens finitum (êtres créés). La première division de l’être est entre ens infinitum et finitum ens. Non seulement il peut être divisé en être infini et être fini, mais il peut aussi être divisé en ens a se ab alio et ens, c'est-à-dire qu'il est de lui-même et qu’il est de quelqu’un d’autre. Une deuxième distinction correspondant à l'ens necessarium et à l'ens contingens, c'est-à-dire l'être nécessaire et l'être contingent. Il formule encore une autre distinction entre ens per essentiam et ens per participationem, c'est-à-dire l'être qui existe en raison de son essence et l'être qui n'existe que par participation à un être qui existe par lui-même (eigentlich). Une autre distinction est faite entre ens increatum et ens creatum, c'est-à-dire l'incréé et ce qui a été créé, ou la créature, l'être. Une dernière distinction est faite entre l'être comme actus purus et l'être comme ens potentiale, c'est-à-dire comme acte pur et l'être comme possible ou potentiel. Suarez se prononce en faveur de la première classification des êtres en ens infinitum et finitum ens comme étant la fondamentale, par rapport aux accords des autres classifications.

### Théologie
En théologie, Suarez rejoint la doctrine de Luis de Molina, le célèbre professeur jésuite d'Évora. Molina a essayé de concilier la doctrine de la prédestination avec la liberté de la volonté humaine et les enseignements de prédestination des Dominicains en disant que cela est la conséquence de la prescience de Dieu de la libre détermination de la volonté de l’homme, qui n'est donc pas affectée par le fait de la prédestination elle-même.
Suarez a essayé de réconcilier ce point de vue avec les doctrines plus orthodoxes de l'efficacité de la grâce et de l'élection spéciale, en soutenant que, bien que tous partagent une grâce plus que suffisante, il n’est pas accordé aux élus une Grâce qui est infailliblement adaptée à ses dispositions et aux circonstances particulières, alors qu’en même temps en toute liberté, ils se livrent à son influence. Ce système de médiatisation était connu sous le nom de "congruisme".

### Philosophie du droit

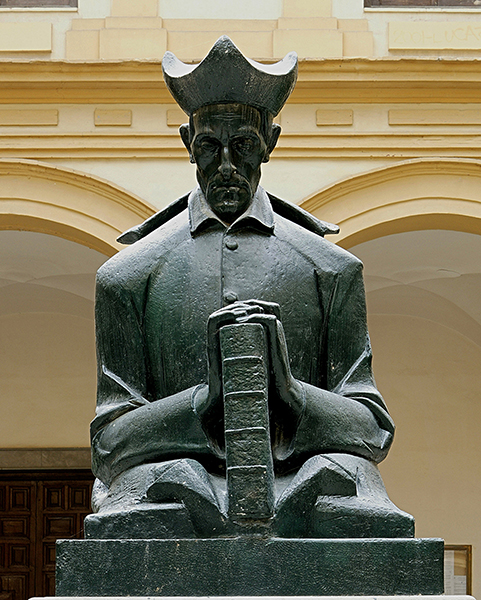
Monument en l'honneur de Francisco Suárez à Grenade.

Ici, l'importance principale de Suárez vient probablement de son travail sur le droit naturel, et de ses arguments sur le droit positif et le status d'un monarque. Dans son vaste ouvrage Tractatus de legibus ac Deo legislatore (réédité à Londres en 1679), il est en quelque sorte le précurseur de Grotius et de Samuel Pufendorf en faisant une distinction importante entre le droit naturel et le droit international, qu'il considérait comme fondé sur la coutume. Bien que sa méthode passe par la scolastique et traite de situations analogues, Grotius en parle avec un grand respect. La position fondamentale de l'œuvre est que toutes les mesures législatives ainsi que tout le pouvoir paternel est dérivé de Dieu, et que l’autorité de toutes les lois se résout en la sienne. Suarez réfute la théorie patriarcale du gouvernement et le droit divin des rois fondé sur cette doctrine, très populaire à cette époque en Angleterre et dans une certaine mesure sur le continent. Il s'est opposé au thème du contrat social, et à la théorie qui est devenue dominante au début de la modernité chez les philosophes politiques tels que Thomas Hobbes et John Locke, mais certaines de ses idées ont trouvé un écho dans les plus libéraux, même parmi les théoriciens adhérant au contrat de Locke.
En 1613, à la demande du pape Paul V, Suarez rédige un traité dédié aux princes chrétiens d'Europe, intitulé Defensio fidei contra catholicae anglicanae sectae errores, dirigé contre le serment de fidélité que Jacques Ier d'Angleterre, le roi anglican, exigeait de ses sujets.
Dans ce traité, Francisco Suárez soutient que les rois ont le droit d'exiger un serment de fidélité de leurs vassaux, et que ceux-ci sont ensuite obligés de l'accomplir, à condition qu'il soit demandé à juste titre. Suárez, réaffirme ainsi la doctrine catholique de l’obligation d’obéir à l’autorité légitime, une obligation qui n’est pas créée par le serment, mais qui est simplement renforcée par l’invocation de Dieu comme témoin de cette loyauté. Cependant, Suárez considère qu’il est clairement illicite pour un roi –Jacques Ier- d’obliger ses sujets à promettre obéissance au roi en matière ecclésiastique au détriment de l’autorité de l’Église catholique, puisque ces questions ne relèvent pas de la compétence du monarque, et qu’il est inacceptable pour un catholique de promettre fidélité religieuse à un roi schismatique et hérétique.
Suárez considère qu’un serment ne peut pas être un ʺlien d’injusticeˮ et que, dans un tel cas, le serment est nul et ne lie personne.
Quant à la licéité de la révolte contre un tyran, Suárez distingue le cas d’un roi légitime qui gouverne de manière tyrannique et celui d’un usurpateur. Selon Suárez, le tyrannicide contre un roi légitime n’est pas licite (sauf dans les cas extrêmes de légitime défense), tandis que l’usurpateur, qui n’a pas de légitimité d’origine, peut être renversé et même tué –s’il n’y a pas d’autre moyen de le déposer- par la communauté politique, par accord des organes représentatifs de la société d’estrade de l’Ancien Régime. Suárez soutient que lorsque l’autorité légitimement constituée disparait, le pouvoir revient au peuple, qui conserve le pouvoir à la racine, bien qu’il soit dépourvu de pouvoir formel tant qu’il y a un roi légitime. Cependant, Suárez considère que la désobéissance civile contre les lois injustes est un droit, même si elles proviennent d’un pouvoir légitime, puisque ces lois, étant injustes, perdent le rang de loi.
Pour Suárez, les princes hérétiques ou païens peuvent être légitimes, puisque le pouvoir politique correspond au droit naturel. Cependant, le pouvoir ne doit pas être obéi dans tout ce qui va à l'encontre des mandats de la religion catholique. Il déclare aussi expressément que la communauté politique chrétienne (res publica) "est obligée de repousser le souverain païen lorsque, en raison de sa puissance, le danger de la destruction de la foi est moralement craint". Cependant, "il doit le faire non pas avec une autorité privée, mais avec une autorité publique, lorsqu'autrement le prince a un droit légitime sur le royaume". Suarez défend également le pouvoir papal de libérer les sujets d'un prince chrétien de l'obéissance due lorsque ces princes tombent dans l'hérésie ou l'apostasie.
La théorie politique suarétienne envisage la désobéissance et la résistance civile exercées pour défendre la foi catholique, mais aussi pour atteindre le bien commun.

### Influence sur l'émancipation de la vice-royauté deRío de la Plata
Dans la préhistoire des mouvements politiques argentins, nous pouvons mentionner les enseignements du père Francisco Suárez, qui a parlé de l'origine de l'autorité et de la souveraineté des rois d'une manière quelque peu différente des idées despotiques classiques qui prévalaient à l'époque. Se rapprochant quelque peu de ce qui sera appelé plus tard le contrat social par le philosophe suisse Jean-Jacques Rousseau au milieu du XVIIIe siècle, Suárez a élaboré une théorie de l'origine du pouvoir royal appelée "doctrine de la réversion" qui aura plus tard une influence clé sur les mouvements révolutionnaires dans la région du Rio de la Plata au début du XIXe siècle. Bien qu'il considère également (ce qui coïncide ici avec les courants idéologiques absolutistes de ces années-là) que c'est de Dieu que provient la souveraineté nécessaire pour légitimer la domination politique, Suárez est en désaccord avec un aspect essentiel de cette doctrine. Alors que la théorie de l'absolutisme monarchique énonçait qu'à la mort d'un souverain, le pouvoir revenait à Dieu et de là dérivait à nouveau vers le nouveau roi (fils du défunt), le père soutenait qu'en réalité, bien que la souveraineté soit d'origine divine, de Dieu elle dérivé dans le peuple, et c'est le peuple qui délègue ce même pouvoir au nouveau monarque. Le roi transmet à son fils la légitimité de gouverner, mais c'est le peuple qu'il gouverne qui, par mandat divin, lui donne la souveraineté nécessaire à cette tâche administrative. Ainsi, Dieu n'était pas le seul à porter et à conférer le pouvoir politique qui légitimait le souverain, mais dans ce cas, la souveraineté revenait toujours au peuple, et de là, à son roi.
Telles étaient leurs idées qui, enseignées dans les universités et les collèges dirigés par la Compagnie de Jésus, se heurtaient aux idées du despotisme illustré, relative à l'origine directe et uniquement divine de l'autorité des rois. C'est ainsi que les Bourbons, déterminés à faire taire "la doctrine des jésuites sur l'origine de l'autorité", les expulsent de leurs dominions en 1767, et un an plus tard, le roi Carlos III met hors la loi la thèse de Suárez 19, qui est considérée comme une actualisation de la pensée de Saint Thomas et de Francisco de Vitoria.20
L'émancipation de la nation argentine a été influencée par deux courants de pensée distincts :21
1) Le rationalisme, la laïcité et l'illuminisme de Voltaire, qui a soutenu la philosophie politique de la Révolution française22 et qui a influencé, par exemple, le doyen Funes à Córdoba.
2) Un autre précédent, d'inspiration chrétienne, influencé, d'une part, par la doctrine de Francisco Suárez23 qui proclamait que l'autorité est donnée par Dieu, non pas au roi, mais au peuple24, la doctrine apprise à l'Université jésuite de Chuquisaca par les principaux patriotes promoteurs de la Révolution de mai ; et d'autre part, par l'exemple de la Révolution américaine qui, bien qu'ayant d'autres origines, a pour devise nationale  In God we trust  (en anglais : "En Dieu nous avons confiance")25 .
Ce deuxième courant philosophico-politique, comme le premier, a influencé le mouvement d'émancipation de 1810, les guerres  d’indépendance, la période d'organisation nationale (dont le premier fruit fut la Constitution de 1853) a eu comme protagonistes davantage de figures du camp catholique : Fray Cayetano Rodríguez, Ignacio de Castro Barros, Fray Justus Santa María de Oro, José Luis Chorroarín, Juan Ignacio Gorriti, Facundo Zuviría, Félix Frías, Fray Mamerto Esquiú, Mariano José de Escalada, etc. Par exemple, le président du Congrès constitutif de Santa Fe de 1853, Facundo Zuviría (1793-1861), se décrivait comme "démocrate et chrétien" et soulignait que "sans principes religieux, il n'y a pas de liberté, pas de justice et pas de société stable".26

## La mise en forme systématique des problèmes métaphysiques

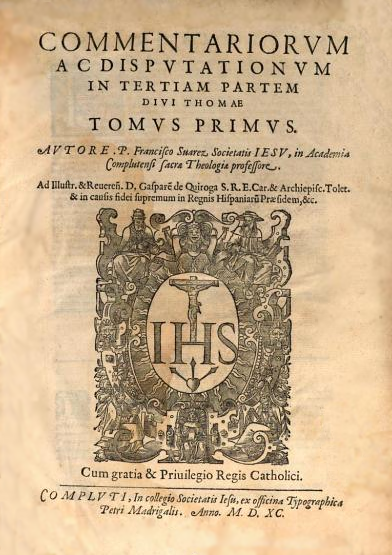
Commentariorum ac disputationum in tertiam partem divi Thomae (1590).

Summae theologiae. De Deo uno et trino, I, 1607

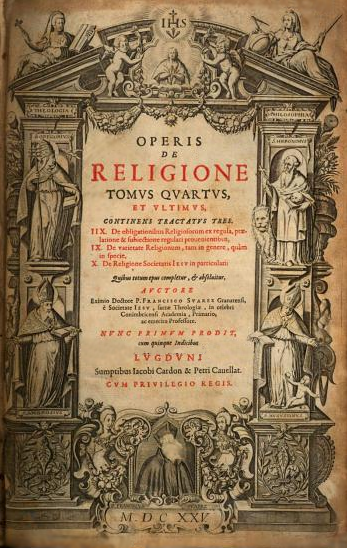
Operis de religione (1625).

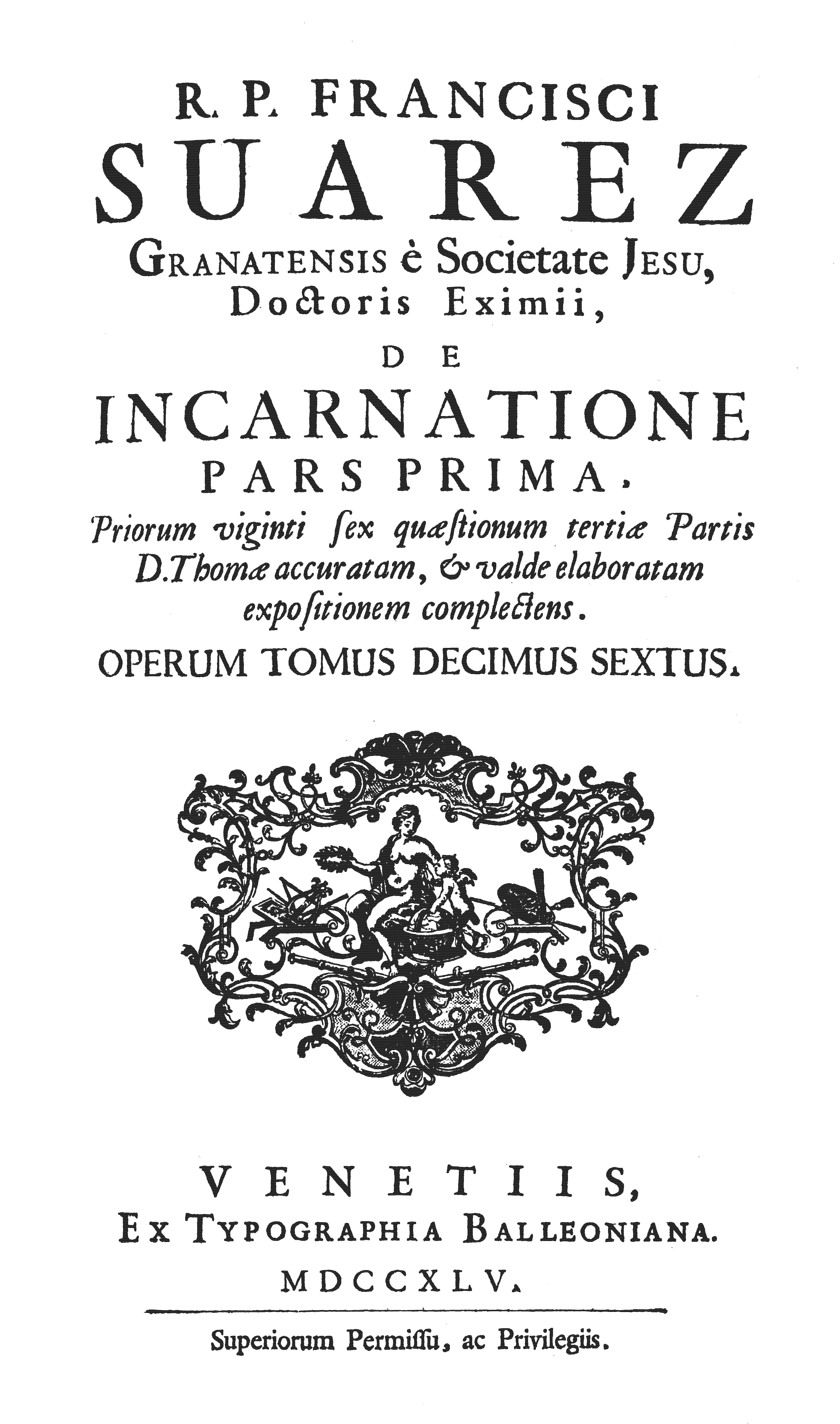
De incarnatione, pars prima (1745).

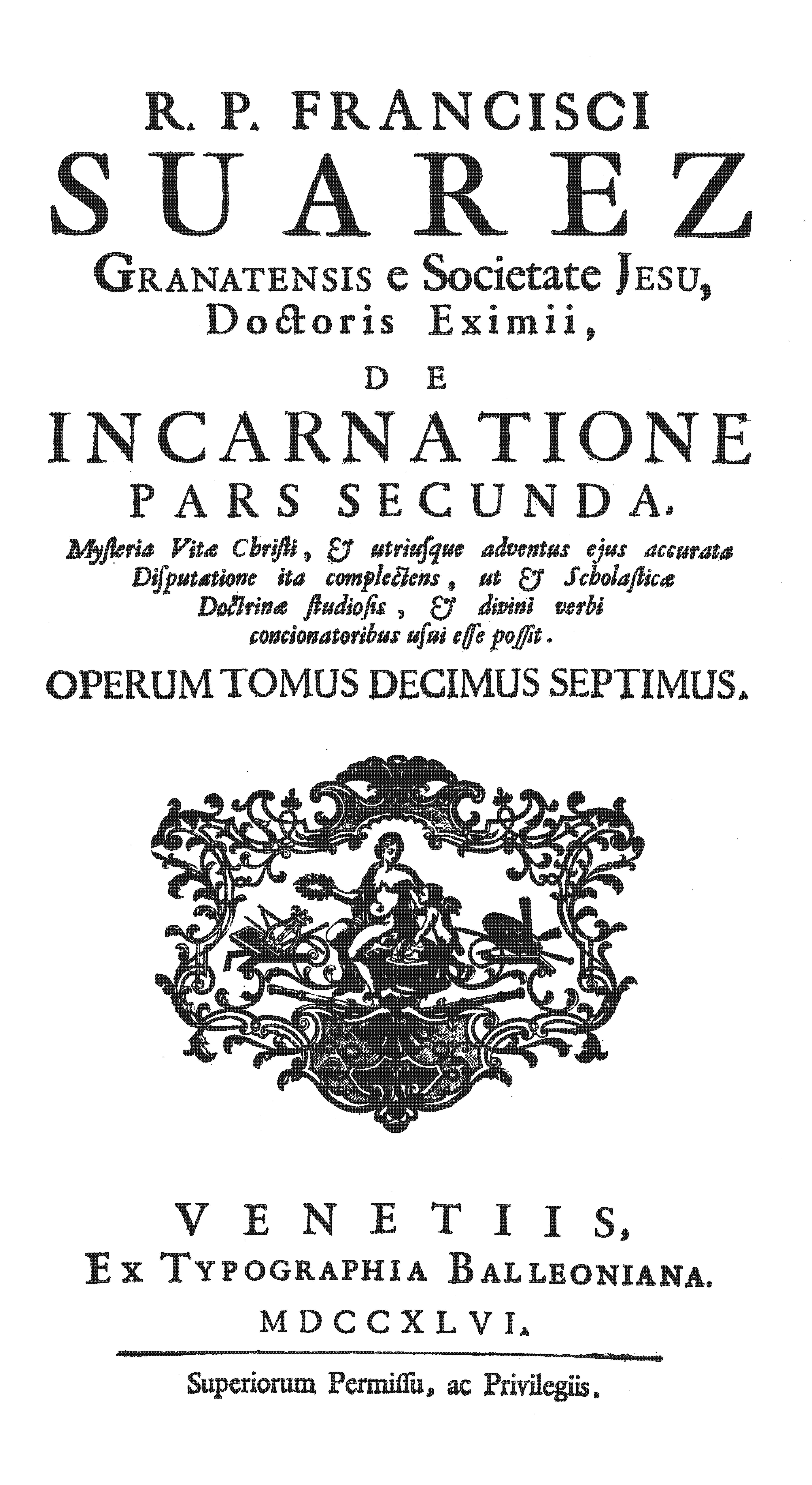
De incarnatione, pars secunda (1746).

Dans la première partie des Disputes métaphysiques (I à XXIV), Suarez établit une distinction métaphysique qui est considérée comme à la base de la modernité philosophique (Descartes, Kant, etc.). Selon Heidegger, l’ontologie grecque "via les Disputationes metaphysicae de Suarez, passe dans la « métaphysique » et la philosophie transcendantale des temps modernes et détermine les fondations et les buts de la Logique de Hegel".
1- METAPHYSICA GENERALIS
- ontologie générale

2- METAPHYSICA SPECIALIS
- cosmologia rationalis : ontologie de la nature (cosmologie)
- psychologia rationalis : ontologie de l'esprit (psychologie)
- theologia rationalis : ontologie de Dieu (théologie)

Cette distinction perdurera jusqu'à Hegel inclus. On la retrouve par exemple chez Kant, dans la dialectique de sa Critique de la raison pure sous la forme de : théologie, psychologie, cosmologie.

## Influence
Les contributions de Suárez à la métaphysique et à la théologie ont exercé une influence significative sur la théologie scolastique des XVIIe et XVIIIe siècles, autant parmi les catholiques que parmi les protestants27.
Grâce en partie à la force de l'ordre jésuite de Suárez, ses Disputationes Métaphysicae ont été largement enseignées dans les écoles catholiques d'Espagne, du Portugal et d'Italie. Il s'est également propagé de ces écoles à de nombreuses universités luthériennes en Allemagne, où le texte a été étudié en particulier par ceux qui préféraient Melanchthon à l'attitude de Luther envers la philosophie. Dans plusieurs universités luthériennes du XVIIe siècle, les Disputationes servaient de manuel de philosophie. De même, Suárez a eu une grande influence sur la tradition réformiste des écoles allemande et néerlandaise, tant pour la métaphysique que pour le droit, y compris le droit international. Son travail a été loué, par exemple, par Hugo Grotius (1583-1645).
Son influence est évidente dans les écrits de Bartholomaeus Keckermann (1571-1609), Clemens Timpler (1563-1624), Gilbertus Jacchaeus (1578-1628), Johann Heinrich Alsted (1588-1638), Antonius Walaeus (1573-1639) et Johannes Maccovius (Jan Makowski ; 1588-1644), entre autres28. Cette influence était si forte qu'en 1643, elle a provoqué le théologien calviniste néerlandais Jacobus Revius a publié un livre en réponse : Suarez repurgatus.29 Le puritain Richard Baxter a cité le De legibus de Suarez parmi les meilleurs livres sur le droit30, et le juriste Matthew Hale, un ami de Baxter, s'en est inspiré pour sa théorie du droit naturel31 :
Arthur Schopenhauer a écrit sur lui :
Les Disputationes Metaphysicae de Suarez [sont] un véritable condensé de toute la sagesse scolastique, là où il faut l'étudier plutôt que dans les interminables bavardages des ineptes professeurs de philosophie allemands, quintessence de l'ennui et de la vulgarité32.

## Œuvres (sélection)
- De Incarnatione (1590-1592)
- De sacramentis (1593-1603)
- Disputationes metaphysicae (1597)
- De divina substantia eiusque attributis (1606)
- De divina praedestinatione et reprobatione (1606)
- De sanctissimo Trinitatis mysterio (1606)
- De religione (1608-1625)
- De legibus (1612)
- Defensio fidei catholicae (1613)
- De gratia (1619)
- De angelis (1620)
- De opere sex dierum 1621)
- De anima (1621)
- De fide, spe et charitate (1622)
- De ultimo fine hominis (1628)

- Opera omnia Paris: L. Vivés, 1856-1866 (26 volumes).

## Œuvres traduites
- Dispute Métaphysique I, II, III, Paris, Vrin, 1998,  (ISBN 2711613569),  (ISBN 9782711613564), partiellement en ligne
  - I: De natura primae philosophiae seu metaphysicae;
  - II: De ratione essentiali seu conceptu entis;
  - III: De passionibus entis in communi, et principiis ejus. Texte intégral présenté, traduit et annoté par Jean-Paul Coujou ; "Introduction: Suárez et la Renaissance de la métaphysique", pp. 7-45.

- Disputes métaphysiques XXVIII-XXIX, Texte intégral présenté et annoté par Jean-Paul Coujou; Introduction pp. 7-89, Grenoble, Millon, 2009.
- La distinction de l'étant fini et de son être. Dispute Métaphysique XXXI, Paris, Vrin, 1999,  (ISBN 2711614042),  (ISBN 9782711614042), (De essentia entis finiti ut tale est, et illius esse, eorumque distinctione), texte intégral, présenté, traduit et annoté par Jean-Paul Coujou, partiellement en ligne
- Les êtres de raison. Dispute Métaphysique LIV, traduit par Jean-Paul Coujou, Paris, Vrin, 2001,  (ISBN 2711615138),  (ISBN 9782711615131), partiellement en ligne
- (es) Comentarios a los libros de Aristoteles SOBRE EL ALMA. Commentaria una cum quaestionibus in libros Aristotelis, edicion critica par Salvador Castellote, Madrid, Fundacion Xavier Zubiri, 1978-1991
- (it) Disputazioni metafisiche. I-III / Francisco Suárez ; introd., trad., note e apparati di Costantino Esposito. Milano, Rusconi, 1996
- Des lois et du Dieu législateur, Paris, Dalloz, 2003, 688 p.  (ISBN 2-247-05225-8)